# جوانان سوسیالیست اروپایی
جوانان سوسیالیست اروپایی (انگلیسی: Young European Socialists) (بله)، پیش از این انجمن جوانان سوسیالیست اروپایی (ECOSY)، انجمنی متشکل از سوسیال دموکراسی
اروپایی. (بله)، سازمان جوانان حزب سوسیالیست‌های اروپا و یک سازمان خواهر (اتحادیه بین‌المللی جوانان سوسیالیست) است. مرکز این سازمان در بروکسل مستقر است. اعضا به‌طور کامل در مجمع جوانان اروپا (YFJ) هستند که در حوزه شورای اروپا و اتحادیه اروپا عمل می‌کنند و با این دو ارگان کار می‌کند.